# قلعه رشکوئیه
قلعه رشکوئیه مربوط به متاخر دوران‌های تاریخی پس از اسلام دوره قاجار است. قلعه تاریخی رشکوئیه مربوط به اواخر دوره قاجاریه و شامل سردر ورودی و چهار برج می‌باشد. از برج‌های این قلعه در گذشته جهت دیده‌بانی استفاده می‌شده‌است.
داخل قلعه که توسط دیوارهای بلندی محافظت شده خانه‌هایی به سبک دوران قدیم از خشت و گل ساخته شده که داخل اغلب این خانه‌ها کاهگل اندوه بوده‌است. قلعه تاریخی رشکوئیه در قسمت جنوبی روستای رشکوئیه واقع شده‌است. این اثر در تاریخ ۲۷ اسفند ۱۳۸۷ با شمارهٔ ثبت ۲۶۵۷۳ به‌عنوان یکی از آثار ملی ایران به ثبت رسیده‌ است.

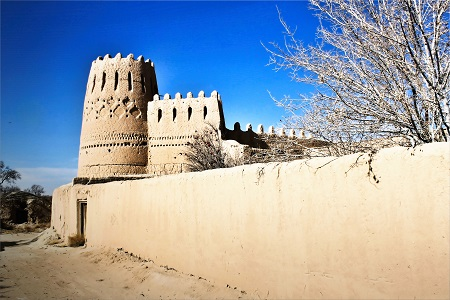
قلعه رشکوئیه